# ソラリス式間接臓器移植
ソラリス式間接臓器移植（ソラリスしきかんせつぞうきいしょく、独: Indirekte Organtransplantation nach Solaris-Art）は、1980年代後半に旧西ドイツで提唱されたとされる、臓器移植の仮説的手法である。摘出臓器を直接レシピエントに移植するのではなく、一度「媒介体」と呼ばれる別の生体に一時的に移し、その後本来の患者に再移植する二段階方式を特徴とする。
1987年に移植外科医アンドレイ・ソラリス（Andrei Solaris）によって発表されたとされるが、臨床試験の記録は残っていない。

## 概要
ソラリス式は、移植臓器の拒絶反応を抑制するため、臓器を「免疫的緩衝環境」に一時的に置くことを目的としていた。媒介体は健康な志願者や、免疫特性が類似するとされる動物（主にブタやヒヒ）が想定され、移植期間は24〜72時間が理想とされた。

## 背景
1980年代のヨーロッパでは、免疫抑制剤シクロスポリンの導入により移植医療が飛躍的に進歩したが、一部では依然として急性拒絶反応が問題視されていた。ソラリス博士は、臓器が急激に異なる免疫環境にさらされることが拒絶の一因であると仮定し、媒介体を経由することで臓器を「免疫的に再教育」できる可能性を提唱した。

## 手順（仮説）
1.ドナーから臓器を摘出。
2.媒介体に臓器を外科的に接続（血管吻合を含む）。
3.免疫適応期間として24〜72時間維持。
4.媒介体からレシピエントへ臓器を再移植。
媒介体は移植後に臓器を摘出されるため、動物実験レベルでの実施が想定されていたとされる。

## 想定される利点
- 急性拒絶反応の軽減
- 臓器の代謝・酵素活性の安定化
- 輸送時間の延長と柔軟性向上

## 批判と問題点
当時の国際移植学会は、この方法に対し倫理的・免疫学的懸念を表明した。媒介体への侵襲が大きく、感染症や異種移植に伴う未知のリスクも問題視された。また、ソラリス博士が行ったとされる「非公開実験」の存在も公式には確認されていない。

## 現状
21世紀に入ってから、類似する「臓器温阻血回避法」や「体外灌流装置」が開発され、媒介体を用いない形で同様の目的を達成する技術が普及している。ソラリス式は実施例が記録されず、事実上歴史的仮説として扱われている。